# جولیوس بردت
ژول ژان باتیست وینسنت بردت (به فرانسوی: Jules Jean Baptiste Vincent Bordet) ‏زیست‌شناس بلژیکی برنده جایزه نوبل فیزیولوژی و پزشکی در سال ۱۹۱۸ به خاطر تحقیق بر روی دستگاه ایمنی بود. وی در سال ۱۸۹۶ در انستیتو پاستور کشف کرد که عوامل نابودکننده میکروبها به دو گروه عمده تقسیم می‌شوند: عوامل حساس به حرارت (سیستم کمپلمان) و عوامل مقاوم به حرارت (پادتن).